# Eucharia dallkei
Eucharia dallkei är en fjärilsart som beskrevs av Adolf G. Closs 1914. Eucharia dallkei ingår i släktet Eucharia och familjen björnspinnare. Inga underarter finns listade i Catalogue of Life.